# Gorgone triocellata
Gorgone triocellata är en fjärilsart som beskrevs av Butler 1879. Gorgone triocellata ingår i släktet Gorgone och familjen nattflyn. Inga underarter finns listade i Catalogue of Life.